# Amblyothele
Amblyothele Simon, 1910 è un genere di ragni appartenente alla famiglia Lycosidae.

## Distribuzione
Le 8 specie note di questo genere sono state reperite nell'Africa subsahariana: la specie dall'areale più vasto è la A. togona reperita in Costa d'Avorio, Camerun, Togo, Congo e Kenya.

## Tassonomia
Non sono stati esaminati esemplari di questo genere dal 2009.
Attualmente, a luglio 2016, si compone di 8 specie:
1. Amblyothele albocincta Simon, 1910[2] — Botswana
2. Amblyothele atlantica Russell-Smith, Jocqué & Alderweireldt, 2009 — Camerun
3. Amblyothele ecologica Russell-Smith, Jocqué & Alderweireldt, 2009 — Sudafrica
4. Amblyothele hamatula Russell-Smith, Jocqué & Alderweireldt, 2009 — Costa d'Avorio
5. Amblyothele kivumba Russell-Smith, Jocqué & Alderweireldt, 2009 — Ruanda
6. Amblyothele latedissipata Russell-Smith, Jocqué & Alderweireldt, 2009 — Tanzania, Mozambico, Sudafrica
7. Amblyothele longipes Russell-Smith, Jocqué & Alderweireldt, 2009 — Costa d'Avorio, Togo
8. Amblyothele togona Roewer, 1960 — Costa d'Avorio, Camerun, Togo, Congo, Kenya

### Specie trasferite
- Amblyothele jaundea Roewer, 1960; trasferita al genere Pardosa C. L. Koch, 1847[1].